# Бензоилацетонат лантана
Бензоилацетонат лантана — органическое вещество, хелатное соединение металла лантана с формулой La(C10H9O2)3. При нормальных условиях представляет собой жёлтые призматические кристаллы. Известен кристаллогидрат состава La(C10H9O2)3·2H2O.

## Получение
- Взаимодействие солей лантана со спиртовым раствором бензоилацетона в слабощелочной среде:

{\displaystyle {\mathsf {LaBr_{3}+3C_{10}H_{10}O_{2}+3NH_{3}\ {\xrightarrow {C_{2}H_{5}OH}}\ \ La(C_{10}H_{9}O_{2})_{3}+3NH_{4}Br}}}

## Свойства
Бензоилацетонат лантана образует жёлтые кристаллы.